# 三宅裕司のサンデーハッピーパラダイス
三宅裕司のサンデーハッピーパラダイス（みやけゆうじ - ）は2007年10月7日から2011年4月3日までニッポン放送で放送されていたラジオ番組である。メインパーソナリティは三宅裕司。

## 概要
2007年10月7日スタート。『三宅裕司 みんなのヒット!ベスト20+10』で行っていたネタコーナー、1万円プレゼントなどは引き継がれたが、毎週ゲストを呼ぶなど変更された部分も多い。2008年5月4日より、音楽ランキングが発表されなくなった他、一部コーナーがリニューアルされた。
このリニューアル前は、毎週、1ヵ月おきに毎月曲のテーマを決めて、そのテーマに沿ったリクエスト曲20曲前後（ジャンル問わず）と10位→1位の今週のベスト10（主にJ-POP）によって構成。地方局では7位から発表された。スペシャルウイークとマラソン中継などで短縮のときは発表されない。
また、2008年10月より当時のニッポン放送の番組編成の見直し・パーソナリティの三宅裕司のスケジュール上の都合もあることから、関東地区においては13時終了から12時終了へ60分短縮され、番組時間は4時間の放送から3時間の放送となった。

## アシスタント
- 初代：2007.10 - 2009.3　根本美緒（気象予報士）
- 2代目：2009.4 - 2010.6　新保友映（ニッポン放送アナウンサー）
- 3代目：2010.7 - 2011.4　五戸美樹（当時・ニッポン放送アナウンサー・現在フリー）

初代アシスタントの根本は番組直前まで三宅と共演している『週刊!健康カレンダー カラダのキモチ』（CBC・TBS系）の唯一の生出演者であるため、放送終了後、番組収録先の芝公園・東京タワースタジオ近辺から有楽町のニッポン放送まで直行していた。また、当番組終了後に『カラダのキモチ』の収録を行うため、三宅と共に芝公園に戻っていた。当番組降板後は『カラダのキモチ』の生出演もやめている。
根本の降板は番組制作費の削減によるもので、後任にニッポン放送アナウンサーの新保が就任。根本にはその後、録音30分番組・「根本美緒のウェルエイジングライフ」が与えられた（根本の産休時にはニッポン放送アナウンサーの増田みのりが代打を担当していた）。その後新保が『高嶋ひでたけのあさラジ!』のアシスタントを担当するため降板。現在は同じニッポン放送アナウンサーの五戸が務めている。
江口ともみ
- 代打
  - 新保友映（2009年1月11日）

根本がインフルエンザでの休みによる代打。その後正式にレギュラーアシスタントに昇格した。
  - 飯田浩司（ニッポン放送アナウンサー、2009年5月31日）

新保が結婚式のため休みによる代打。
  - 増田みのり（ニッポン放送アナウンサー、2009年12月6日）

新保の体調不良による代役。

## 歴代のコーナー
地方局向けの1時間版には投稿ネタコーナーが中心で、電話や中継を用いるコーナーは入れられていない。
- 歌キュン電話リクエスト（通称・歌キュン電リク）
  - リスナーからメール・FAX・放送中は電話で受け付けたメッセージと共にリクエスト曲を掛ける番組のメインコーナー（なお、地方局用では全国のリスナーからのリクエストを7曲前後掛ける）。
  - ニッポン放送では、キュンキュンマンこと田上ひろしがニッポン放送のテレフォンセンターからリクエストやメール・ファックスを収集。エンディングで、全てのリクエストから抽選で2名のリスナーに現金1万円がプレゼントされる。
- キュンキュンテレフォン（旧：びびっとテレフォン、ニッポン放送のみ）
  - リスナーから最近起きた面白おかしな出来事の話を聞く（電話コーナーは「裕司と雅子のガバッといただき!!ベスト30」時代から続くコーナーである）。
  - 根本は時々コーナー名を「ハッピーテレフォン」と言い間違えていた。
- 世界のマコ様（うちのマコ様からコーナー名リニューアル）
  - 「裕司と雅子のガバッといただき!!ベスト30」時代からの、三宅の妻をモデルとする名物コーナー。「マコ様」なる女性の大ボケぶりを発表する。コーナー紹介は初期は元ニッポン放送のベテラン女性アナウンサーが担当していたが、現在はニッポン放送の増山さやかアナウンサーが担当している。
- 開局55周年記念ドカ〜ンクイズ!→開局56周年記念ドカ〜ンクイズ!
  - 「ヤングパラダイス」時代のクイズコーナーが復活。ルールはほぼ同じ。
  - 2009年10月4日からはジーンズメイト提供の2択クイズも付加された。こちらはドカ〜ンを引いても挑戦できる。
- ガラクタつぶやき選手権
  - 人間以外のものに成り代わってつぶやきそうなことを言う。
- ご注意、バッタもん
  - ある言葉に似たパロディを説明付きで披露する。
- 俺（オデ）にはわかんね〜!
  - 素朴な疑問を面白おかしく語る。
- モエヤンのおじゃましま〜す
  - モエヤンが家庭・商店を訪れ、蛍光灯をLED電球に交換。場合により東芝関係の場所からの中継となる。
- サンデーローソンパラダイス
  - 田上がローソンの商品やインフォメーションなどを紹介する。三宅はこのコーナーには登場しない。
- サンデーメール開放区（2009年11月1日 - ）
- 福の亀田上参上!（ニッポン放送のみ）
  - 田上がリスナーの家に賞金1万円を持って訪問する。
- その時、時間が止まった
  - 時間が止まってしまいそうになるようなエピソードを語る。
- みやゆう略語研究会
  - 何気ない単語を言った後、面白い文章を略した意味と発表する。
  - オープニングのメロディに乗せてアシスタントがコーナーの説明を歌うことになっていたが、根本は前任者の磯部さちよのように曲にタイミングを合わせることが一度もできなかった。
  - このコーナーで紹介されたネタが本となり、『三宅裕司の略語研究会』（略称：みりん）として毎日新聞社から発売された。
- いきなりモーニングコール（ニッポン放送のみ）
  - 番組のタイトルを叫ぶだけで番組ノベルティのハッピーバッグが参加者にプレゼントされるコーナー。
- ハッピーレポート（ニッポン放送のみ）
  - モエヤンが総合地所グループの展示場から中継。
- 大人の時間（ニッポン放送のみ）
  - SETのメンバーによるトーク。
- 空からバケツが降って来た!
  - その時、時間が止まったに代わるコーナー。内容は似ているが、ネタが少し長くなっている。
- ハッピーヤッホーお届け隊（ニッポン放送のみ）
  - モエヤンがリスナーの家に1万円を届ける。
  - ヌーブラネタを封印する必要が出たため、7月13日放送分よりコーナータイトルを改題。
- デマ辞典 うそペディア
  - 嘘・デマばかりの辞典を作る。
- 田上ひろしの こちら現場です!（ニッポン放送のみ）
  - 田上がお出かけスポットをレポートする。
- オールスターAtoBtoクイズ（ニッポン放送のみ）
  - 電話で出演したリスナーに、ゲストに関する2択クイズ（AかBを選択）を10問出題。正解数×千円の賞金をプレゼントする。
- 中年アルファー!
  - 中年の悲惨な様子を語る。
- モエヤンのみんな持って来い来い来い！（2009年9月27日終了）
  - モエヤンが人の集まりそうな場所へ行き、あるテーマに沿ったアイテムをリスナーに持ってきてもらう。2009年9月6日からは、集まったリスナーとともに午前11時の時報をコールしたが、9月13日，9月27日の計3回の企画にとどまった。
- モエヤンの 商売繁盛 有頂天(2009年10月4日 - 2010年)
  - モエヤンが商店を訪れインタビューし、スタジオの三宅にクイズを出題。三宅が正解すると、来店のリスナーに店の特典が提供される。
- 田上が走る
- わがまま怪獣ヤダモン
- 世界のマコさま
- HELP!

## 放送時間
放送時間はいずれも日本時間（JST）の日曜日。ニッポン放送は生放送。その他のネット局は1週遅れ。
- 9:00 - 12:00 ニッポン放送 （2008年9月28日までは9:00 - 13:00）
- 10:00 - 11:00 IBC岩手放送、山形放送、栃木放送、新潟放送、山梨放送、北陸放送、山陽放送[1][2]、大分放送[3]、宮崎放送
- 10:30 - 11:30 長崎放送、熊本放送
- 11:00 - 12:00 北日本放送
- 12:00 - 13:00 秋田放送、京都放送
- 13:00 - 14:00 ラジオ福島[4]、信越放送
- 15:00 - 16:00 高知放送

かつてのネット局
- 山口放送（ - 2009年3月29日）
- 福井放送（ - 2009年3月29日）
- 四国放送（2009年4月5日 - 9月27日）
- 西日本放送（ - 2009年10月4日）